# Denis Duverne
Denis Duverne (Lyon, 31 ottobre 1953) è un imprenditore francese, presidente del consiglio di amministrazione di AXA dal 2016 e del consiglio di sorveglianza della Fondazione francese per la ricerca medica dal 2017.

## Biografia
Denis Duverne è nato il 31 ottobre 1953 a Lione, in Francia. Si è laureato all'HEC Paris nel 1974 e all'ENA nel 1979.
Duverne è entrato in AXA nel 1995 come vicepresidente senior finanziario, supervisionando le operazioni del gruppo negli Stati Uniti e nel Regno Unito. Successivamente è stato anche responsabile della ristrutturazione di AXA in Belgio e nel Regno Unito dopo la fusione di AXA con UAP.
Dal 2000 supervisiona le operazioni finanziarie del gruppo.
Nel 2003 è stato nominato membro del consiglio di amministrazione di AXA con responsabilità di finanza, controllo e strategia, carica che ha ricoperto fino al 2009. Durante il suo mandato ha supervisionato l'integrazione di Winterthur, un'acquisizione da 8 miliardi di euro.
Nell'aprile 2010 è diventato membro del consiglio di amministrazione e vice amministratore delegato, responsabile delle finanze, della strategia e delle operazioni.
Il 1º settembre 2016 è stato nominato presidente del consiglio di amministrazione e Thomas Buberl è stato nominato amministratore delegato; queste due funzioni sono state separate quando Henri de Castries ha lasciato l'azienda. Per AXA, uno degli obiettivi della nomina a presidente di Duverne era quello di sfruttare la sua esperienza in materia di regolamentazione in Francia e all'estero.
Il suo mandato come presidente del consiglio è stato rinnovato nel 2018.
È noto anche per la sua attività filantropica.